# Закариадзе, Бухути Александрович
Бухути Александрович Закариадзе (груз. ბუხუტი ალექსანდრეს ძე ზაქარიაძე; 14 июня 1913, Сангачалы, Бакинская губерния, Российская империя — 12 февраля 1988, Тбилиси, Грузинская ССР, СССР) — актёр театра и кино, народный артист Грузинской ССР (1965). Младший брат актёра Серго Закариадзе.

## Биография
Родился в селе Сангачалы (ныне в составе Баку, Азербайджан) Бакинской губернии. Младший брат Серго Закариадзе. 
В 1930—1954 гг работал в театрах Хони, Телави, Батуми, Сухуми, театре имени К. Марджанишвили.
В 1941—1946 и с 1954 — актёр Театра имени Руставели.
В кино начал сниматься в середине 1950-х. Исполнял роль Сталина в киноэпопее «Освобождение» (материалы фильма были позднее использованы для картин «Великий полководец Георгий Жуков», «Трагедия века»).

## Творчество

### Фильмография
- 1955 — Лурджа Магданы
- 1956 — Тень на дороге — Мамука
- 1958 — Мамлюк — Маркоз, священник
- 1958 — Маяковский начинался так
- 1959 — Цветок на снегу
- 1961 — На берегах Ингури — Бекну
- 1964 — Летние рассказы — шахтер
- 1965 — Пьер — сотрудник милиции — гражданин
- 1966 — Вертикаль — Виссарион
- 1966 — Листопад — Ило
- 1967 — Возвращение улыбки
- 1968 — По Руси — чабан
- 1969 — Белый взрыв — Тенгиз Александрович, полковник
- 1969—1972 — Освобождение — Иосиф Сталин
- 1969 — Директор — Магараев
- 1970 — Кувшин — Гогия
- 1972 — Старые зурначи — Соса
- 1973 — Мосты — дед Тоадер
- 1973 — Родник — Вано
- 1973 — Щелчки — сотрудник
- 1974 — Осенние грозы
- 1974 — Рейс первый, рейс последний — шофер
- 1974 — Спелые гроздья — Сандро
- 1975 — Ау-у! — Бухути
- 1975 — Любовь с первого взгляда — дядя Мурада
- 1975 — Не верь, что меня больше нет — эпизод
- 1976 — Городок Анара — дядя Варлама
- 1976 — Подранки — директор интерната
- 1977 — Берега — Дуру
- 1977 — По семейным обстоятельствам — Ражден
- 1983 — Родник
- 1993 — Трагедия века — Сталин
- 1995 — Великий полководец Георгий Жуков — Сталин

## Признание и награды
- Орден «Знак Почёта» (17.04.1958)
- Народный артист Грузинской ССР (1965)
- Заслуженный артист Грузинской ССР (1958)[4]